# 比格斯維爾 (伊利諾伊州)
比格斯維爾（英語：Biggsville）是位於美國伊利諾伊州亨德森縣的一個村落。

## 地理
比格斯維爾的座標為40°51′13″N 90°51′54″W / 40.85361°N 90.86500°W，而該地最高點為海拔高度208米（即682英尺）。

## 人口
根據2010年美國人口普查的數據，比格斯維爾的面積為0.87平方千米，當中陸地面積為0.87平方千米，而水域面積為0.00平方千米。當地共有人口304人，而人口密度為每平方千米349人。